# Leitz (articoli per ufficio)

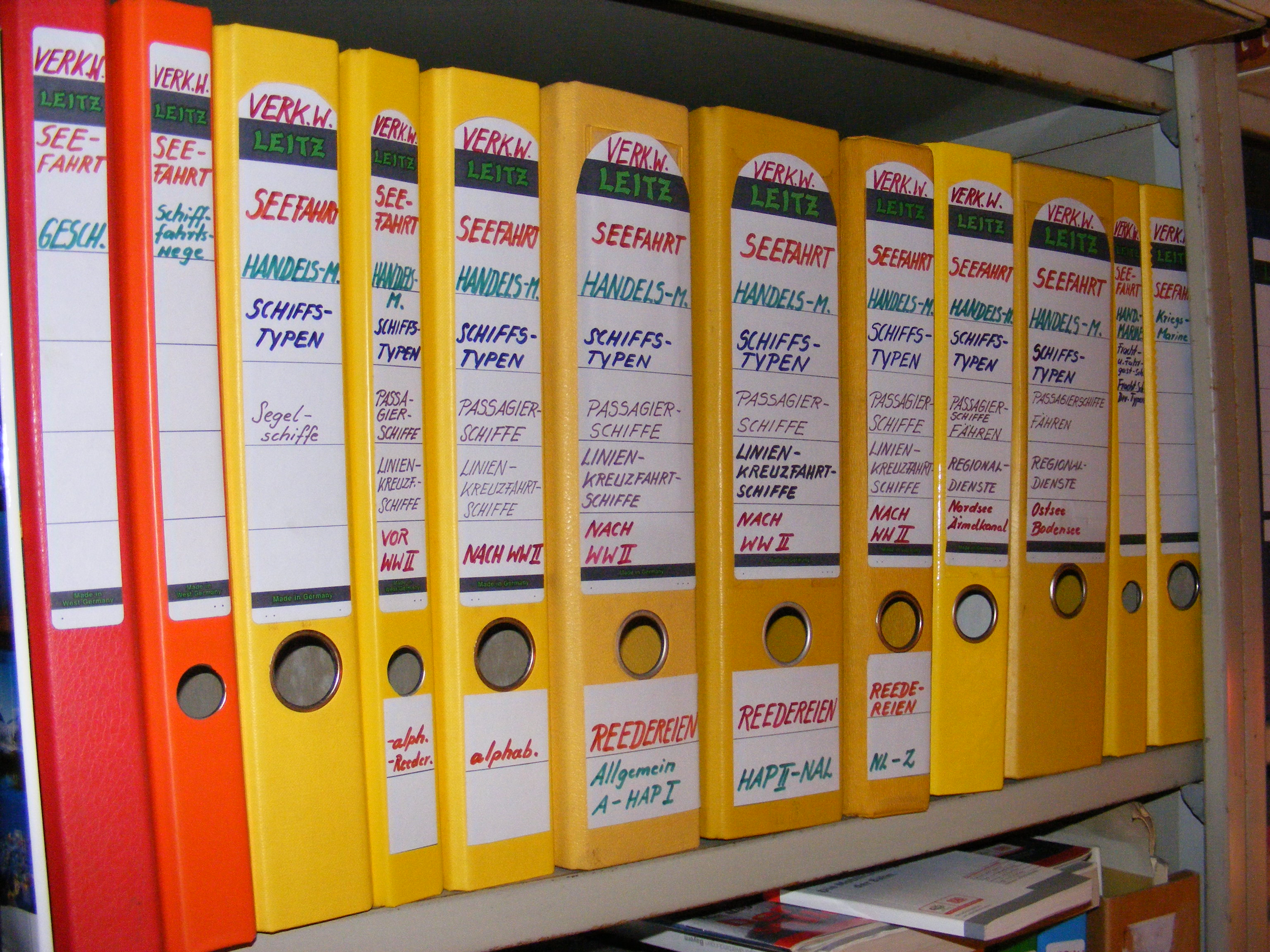
Leitz-Aktenordner, faldoni

L'azienda Esselte Leitz GmbH & Co KG con sede a Stoccarda appartiene dal 1998 al gruppo Esselte. Il Leitz-Ordner è per antonomasia il faldone.

## Storia
L'attività fu fondata nel 1871 dal Mechaniker und Faktura-Bücherfabrikanten Louis Leitz sotto la denominazione Werkstätte zur Herstellung von Metallteilen für Ordnungsmittel. Il Leitz-Ordner fu all'epoca un primitivo faldone raccoglitore di fogli serrati da un meccanismo. Nel 1893 venne presentato il meccanismo con leva simile all'odierno. Nel 1911 viene presentato il sistema a chiusura con fori.
La sede aziendale architettonicamente in simbiosi con le vecchie strutture della fabbrica e la moderna azienda si trova nel quartiere di Stoccarda Feuerbach. Nei pressi di Feuerbach si trova anche la Louis-Leitz-Schule, intitolata al fondatore.
Dal 1998 la società appartiene al gruppo svedese Esselte. La società ha 2.500 dipendenti e un fatturato di 280 milioni di Euro. Una grossa fetta dei dipendenti fu messa in esubero.
Dall'aprile 2011 Leitz è attiva con una distribuzione commerciale diretta Mass Customization. Viene data la possibilità al cliente di personalizzare il prodotto.